# Neochromis
Neochromis és un gènere de peixos de la família dels cíclids i de l'ordre dels perciformes.

## Taxonomia
- Neochromis gigas (Seehausen & Lippitsch, 1998)
- Neochromis greenwoodi (Seehausen & Bouton, 1998)
- Neochromis nigricans (Boulenger, 1906)
- Neochromis omnicaeruleus (Seehausen & Bouton, 1998)
- Neochromis rufocaudalis (Seehausen & Bouton, 1998)
- Neochromis simotes (Boulenger, 1911)[2][3][4][5]